# Wyspy Kiribati

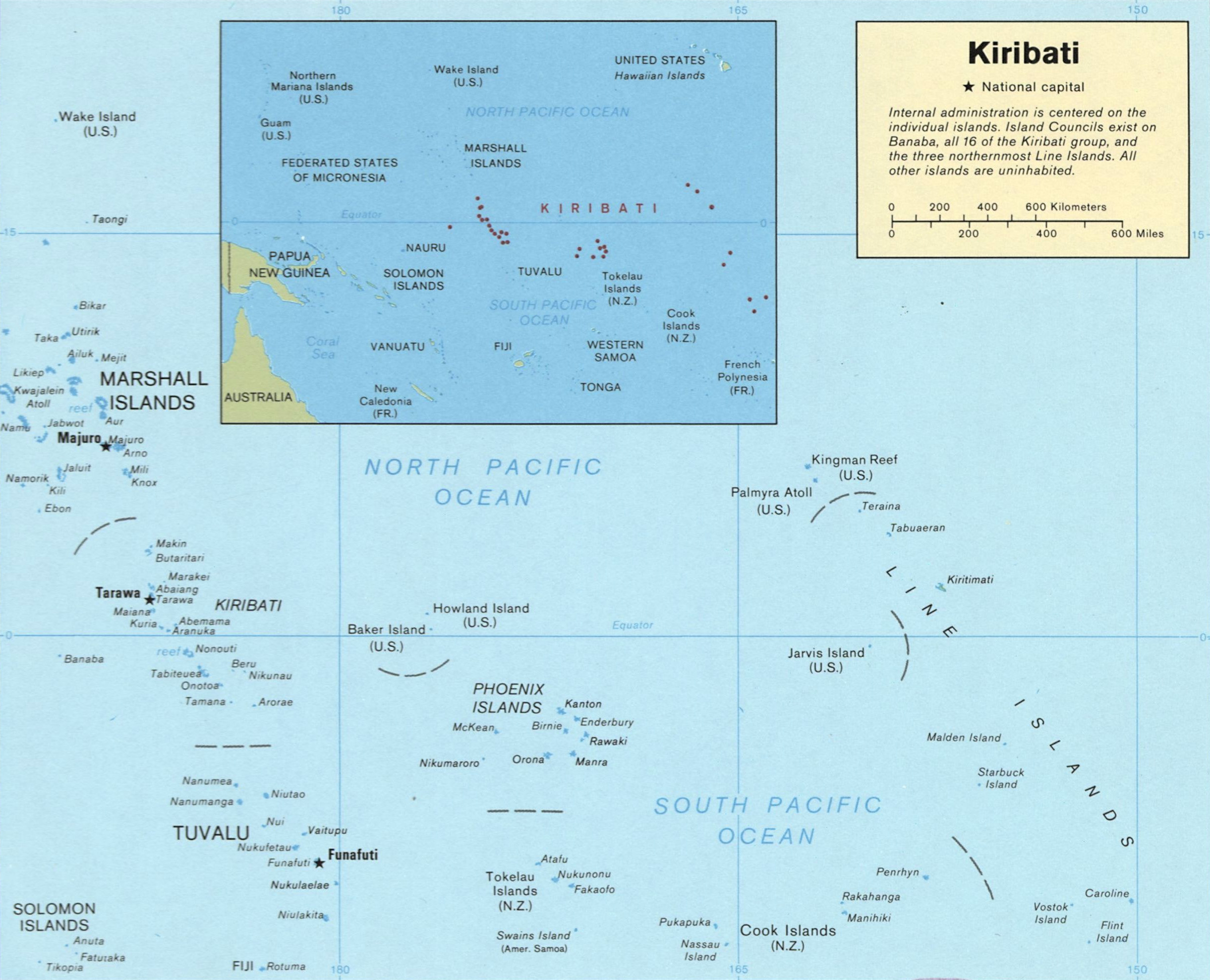
Położenie Kiribati

Republika Kiribati jest państwem wyspiarskim składającym się z 33 wysp oraz 3 raf koralowych. Dzielą się one na trzy archipelagi: Wyspy Gilberta (16 wysp), Wyspy Feniks (8 wysp) i Wyspy Line (8 wysp). Ostatnią, oddzielnie położoną wyspą jest Banaba. Największą wyspą jest Kiritimati. Wraz z powierzchnią wodną laguny zajmuje ponad 600 km². Sama powierzchnia lądowa wyspy wynosi 321 km². Drugą pod względem powierzchni jest o wiele mniejsza, licząca nieco ponad 39km² Wyspa Malden. Większość wysp stanowią atole o powierzchni kilku czy kilkunastu km². Wybrzeże wszystkich wysp jest niskie i ma postać piaszczystych plaż. Wyspą posiadającą największą liczbę mieszkańców jest Tarawa, gdzie mieszka niemal połowa ludności państwa. 12 wysp nie jest natomiast w ogóle zamieszkanych.

## Wyspy Gilberta
Archipelag składa się z 16 wysp. Wszystkie wchodzą w skład Kiribati.
| Lp. | Nazwa / Dawna nazwa | Pow. lądowa (km²) | Ludność (2005) | Współrzędne                                | Zdjęcie |
| --- | ------------------- | ----------------- | -------------- | ------------------------------------------ | ------- |
| 1.  | Abaiang             | 28,0              | 5502           | 1°51′00″N 172°58′00″E/1,850000 172,966667  |         |
| 2.  | Abemama             | 23,0              | 3404           | 0°24′00″N 173°52′00″E/0,400000 173,866667  |         |
| 3.  | Aranuka             | 15,5              | 1158           | 0°11′00″N 173°36′00″E/0,183333 173,600000  |         |
| 4.  | Arorae              | 26,0              | 1256           | 2°38′00″S 176°49′00″E/-2,633333 176,816667 |         |
| 5.  | Beru                | 21,0              | 2169           | 1°20′00″S 176°00′00″E/-1,333333 176,000000 |         |
| 6.  | Butaritari / Makin  | 11,7              | 3280           | 3°10′04″N 172°49′33″E/3,167778 172,825833  |         |
| 7.  | Kuria               | 12,7              | 1082           | 0°13′43″N 173°24′38″E/0,228611 173,410556  |         |
| 8.  | Maiana              | 27,0              | 1908           | 0°56′00″N 173°00′00″E/0,933333 173,000000  |         |
| 9.  | Marakei             | 10,0              | 2741           | 2°01′00″N 173°17′00″E/2,016667 173,283333  |         |
| 10. | Makin               | 6,7               | 2385           | 3°23′00″N 173°00′00″E/3,383333 173,000000  |         |
| 11. | Nikunau             | 18,0              | 1912           | 1°22′00″S 176°28′00″E/-1,366667 176,466667 |         |
| 12. | Nonouti             | 25,0              | 3179           | 0°40′00″S 174°21′00″E/-0,666667 174,350000 |         |
| 13. | Onotoa              | 13,5              | 1 644          | 1°52′00″S 175°34′00″E/-1,866667 175,566667 |         |
| 14. | Tabiteuea           | 38,0              | 4898           | 1°20′00″S 174°50′00″E/-1,333333 174,833333 |         |
| 15. | Tamana              | 5,2               | 875            | 2°30′00″S 175°59′00″E/-2,500000 175,983333 |         |
| 16. | Tarawa              | 31,0              | 45989          | 1°25′00″N 173°02′00″E/1,416667 173,033333  |         |
|     |                     | 312,3             | 83683          |                                            |         |

## Wyspy Feniks
Grupa wysp składa się z 8 wysp, z których wszystkie wchodzą w skład Kiribati. W 2010 roku wszystkie wyspy zostały wpisane na listę światowego dziedzictwa i kultury UNESCO. Jest to największy tego typu chroniony obszar na świecie i pierwszy obiekt w Kiribati na liście UNESCO.
| Lp. | Nazwa / Dawna nazwa  | Pow. lądowa (km²) | Ludność (2005) | Współrzędne                                 | Zdjęcie |
| --- | -------------------- | ----------------- | -------------- | ------------------------------------------- | ------- |
| 1.  | Abariringa / Kanton  | 9,1               | 41             | 2°50′00″S 171°40′00″W/-2,833333 -171,666667 |         |
| 2.  | Birnie               | 0,2               | 0              | 3°35′00″S 171°33′00″W/-3,583333 -171,550000 |         |
| 3.  | Enderbury            | 5,1               | 0              | 3°08′00″S 171°05′00″W/-3,133333 -171,083333 |         |
| 4.  | Manra / Sydney       | 4,4               | 0              | 4°27′00″S 171°16′00″W/-4,450000 -171,266667 |         |
| 5.  | McKean               | 0,6               | 0              | 3°36′00″S 174°08′00″W/-3,600000 -174,133333 |         |
| 6.  | Nikumaroro / Gardner | 4,1               | 0              | 4°40′00″S 174°31′00″W/-4,666667 -174,516667 |         |
| 7.  | Orona / Hull         | 3,9               | 0              | 4°30′00″S 172°10′00″W/-4,500000 -172,166667 |         |
| 8.  | Rawaki / Phoenix     | 0,5               | 0              | 3°43′00″S 170°43′00″W/-3,716667 -170,716667 |         |
|     |                      | 27,9              | 41             |                                             |         |

## Wyspy Line
Grupa składa się z 11 wysp, z których 8 wchodzi w skład Kiribati. 3 pozostałe (Jarvis, Kingman oraz Palmyra) podległe są Stanom Zjednoczonym jako Dalekie Wyspy Mniejsze Stanów Zjednoczonych i posiadają różny status prawny.
| Lp. | Nazwa / Dawna nazwa            | Pow. lądowa (km²) | Ludność (2005) | Współrzędne                                       | Zdjęcie |
| --- | ------------------------------ | ----------------- | -------------- | ------------------------------------------------- | ------- |
| 1.  | Caroline                       | 3,8               | 0              | 9°56′13,13″S 150°12′00,00″W/-9,936981 -150,200000 |         |
| 2.  | Flint                          | 3,2               | 0              | 11°25′48″S 151°49′00″W/-11,430000 -151,816667     |         |
| 3.  | Kiritimati / Bożego Narodzenia | 321,0             | 5115           | 1°53′00″N 157°24′00″W/1,883333 -157,400000        |         |
| 4.  | Malden                         | 39,3              | 0              | 4°03′00″S 154°59′00″W/-4,050000 -154,983333       |         |
| 5.  | Starbuck                       | 16,2              | 0              | 5°37′00″S 155°56′00″W/-5,616667 -155,933333       |         |
| 6.  | Tabuaeran / Fanning            | 33,7              | 2539           | 3°52′00″N 159°22′00″W/3,866667 -159,366667        |         |
| 7.  | Teraina / Washington           | 7,4               | 1155           | 4°43′00″N 160°24′00″W/4,716667 -160,400000        |         |
| 8.  | Vostok                         | 0,2               | 0              | 10°06′00″S 152°23′00″W/-10,100000 -152,383333     |         |
|     |                                | 424,8             | 8809           |                                                   |         |

## Pozostałe wyspy
Banaba jest jedyną osamotnioną wyspą Kiribati nie należącą do żadnego archipelagu. Jest to wyspa koralowa znajdująca się na zachód od wysp Gilberta. Najbliżej położoną od niej wyspą jest nie należąca do Kiribati wyspa Nauru, będąca osobnym państwem.
| Lp. | Nazwa / Dawna nazwa | Pow. lądowa (km²) | Ludność (2005) | Współrzędne                                | Zdjęcie |
| --- | ------------------- | ----------------- | -------------- | ------------------------------------------ | ------- |
| 1.  | Banaba / Ocean      | 6,5               | 301            | 0°51′34″S 169°32′13″E/-0,859444 169,536944 |         |
|     |                     | 6,5               | 301            |                                            |         |